# ERICA
ERICA（えりか、1990年3月19日 - ）は、日本の女性ファッションモデル。東京都出身。

## 人物
- 母はアメリカ人ハーフでタレントのマリアン[1]。
- 3人兄弟の長女であり、妹のAMIもモデル活動を行っている。
- 2009年9月からモデル活動を始める。2009年12月3日、ユニチカの2010年度第17代マスコットガールに選出される[1]。
- 特技は、英会話[1]。
- 趣味は、バレーボール、バスケットボール[1]。
- チャームポイントは、長いまつ毛[1]。

## 出演

### テレビ番組
- レディス4（テレビ東京）
- 恋のカイトウ!?トモコレ2世（2010年6月10日、TOKYO MX）
- ハケンOLは見た!（2010年10月18日、テレビ東京）
- 踊る!さんま御殿!!（2012年10月16日、日本テレビ）
- 孤独のグルメ Season2 第9話（2012年12月5日、テレビ東京） - 外国人1 役
- 〜裏ネタワイド〜DEEPナイト（2014年4月17日 - 9月25日、テレビ東京） - DEEPガールズ

### ラジオ番組
- OH! HAPPY MORNING（2011年5月2日 - 2013年3月29日、JFNC） - 番組コーナー「5 Minutes English」担当

### 雑誌
- ViVi（講談社）
- CUTiE（宝島社）

### ショー
- 原宿スタイルコレクション

### その他
- ダイレクトテレショップ「青汁三昧」（独立県域局などのローカル枠インフォマーシャル） - 母・マリアンと親子で出演